# زنبق
زنبق یا چمبک (به انگلیسی: Iris) یک سرده با ۳۰۰–۲۶۰ گونه از گیاهان گلدار با گل‌های جلوه‌گر است. این گیاه تک‌لپه است و معمولاً در خاک‌های خنثی یا قلیایی و سبک و قابل نفوذ رشد می‌نماید. گل‌آذین زنبق معمولاً گرزن یک سویه یا سنبله یا خوشه‌ای است. برگ‌ها معمولاً منتهی به غلاف می‌باشد. تکثیر زنبق معمولاً با استفاده از ریزوم صورت می‌گیرد.
در اساطیر زرتشتی این گل ویژهٔ امشاسپند اَمُرتات (امرداد) است و این گل هنوز به صورت خودرو در دشت‌های شهرستان بهبهان بههٔ ویژه در کنارهٔ جوی‌های آب فصلی یافت می‌شود. یونانیان باستان، زنبق را در کنار مزار مردگان می‌کاشتند و نقش‌هایی از آن را روی سنگ قبر تازه گذشتگان خود ترسیم می‌کردند. پادشاهان یونانی با اشکالی از گل‌های زیبای زنبق تاج خود را زینت بخشیده و شاخه‌های بریده آن را به یکدیگر هدیه می‌دادند.
نماد گل زنبق به‌عنوان نشان خانوادگی، سلطنتی، ارتشی، سیاسی، مذهبی یا قسمتی از پرچم استفاده می‌شود. به‌کارگیری این نماد در بسیاری از کشورهای جهان به‌خصوص در اروپا از قرن‌های پیش متداول بوده و امروزه نیز به‌عنوان نماد سیاسی و مذهبی و ورزشی کاربرد دارد.

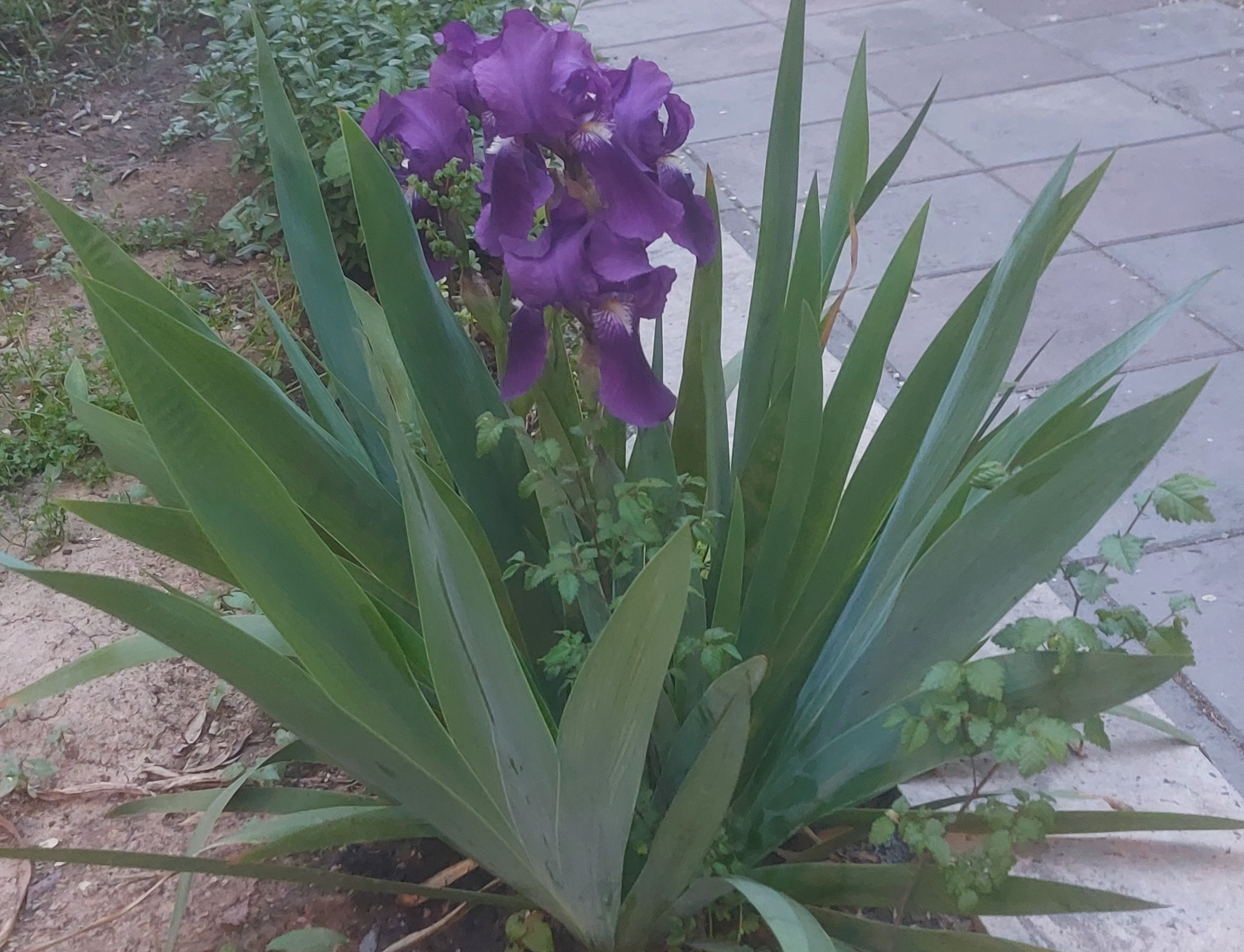
گیاه زنبق با برگ‌های شمشیری و گل‌های بنفش رنگ

## نحوه کاشت گل زنبق
با عمق متوسط ۸ سانتی‌متر و در مسافت‌های ۱۵ سانتی‌متر از هم پیازها را کشت نمایید. اگر گلدان دارید باید در هر گلدان متوسط ۴ پیاز کشت نموده و سپس رویشان را با یک لایه خاک بپوشانید.
می‌توانید از خاک‌های مخصوص پیاز استفاده نمایید.

## نگارخانه

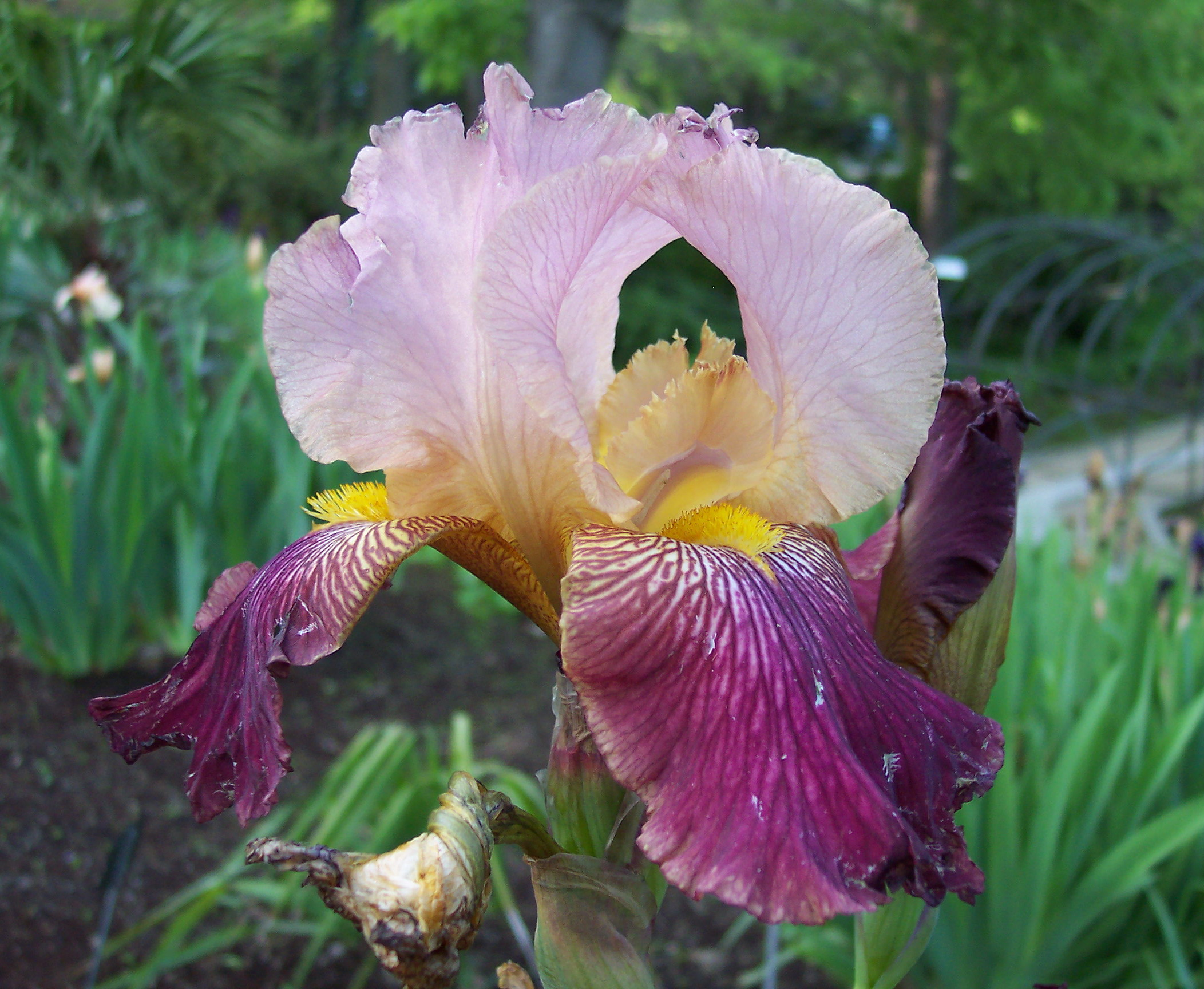
زنبق ماری تاد.
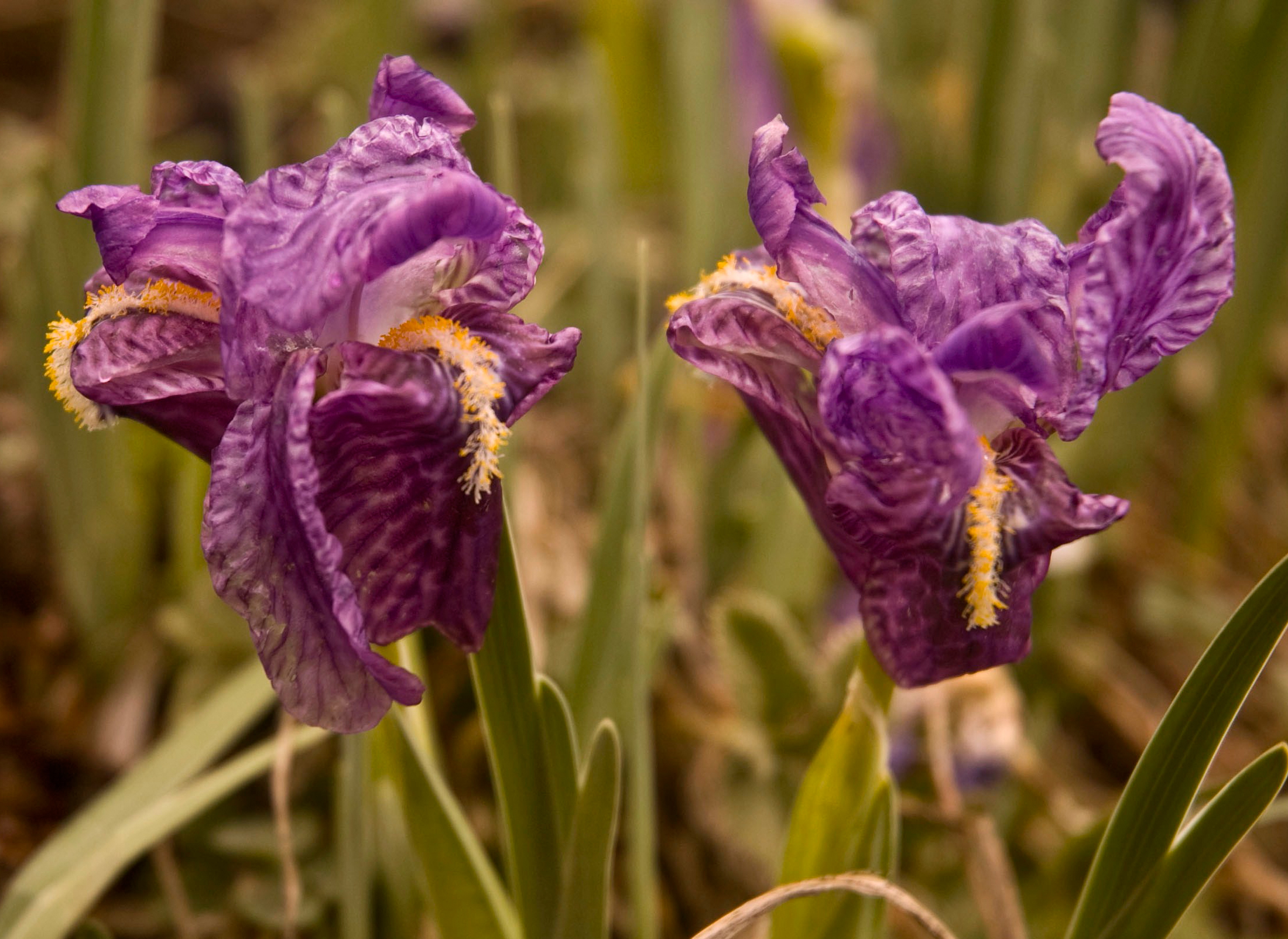
زنبقی با نام علمی Iris kemaonensis.
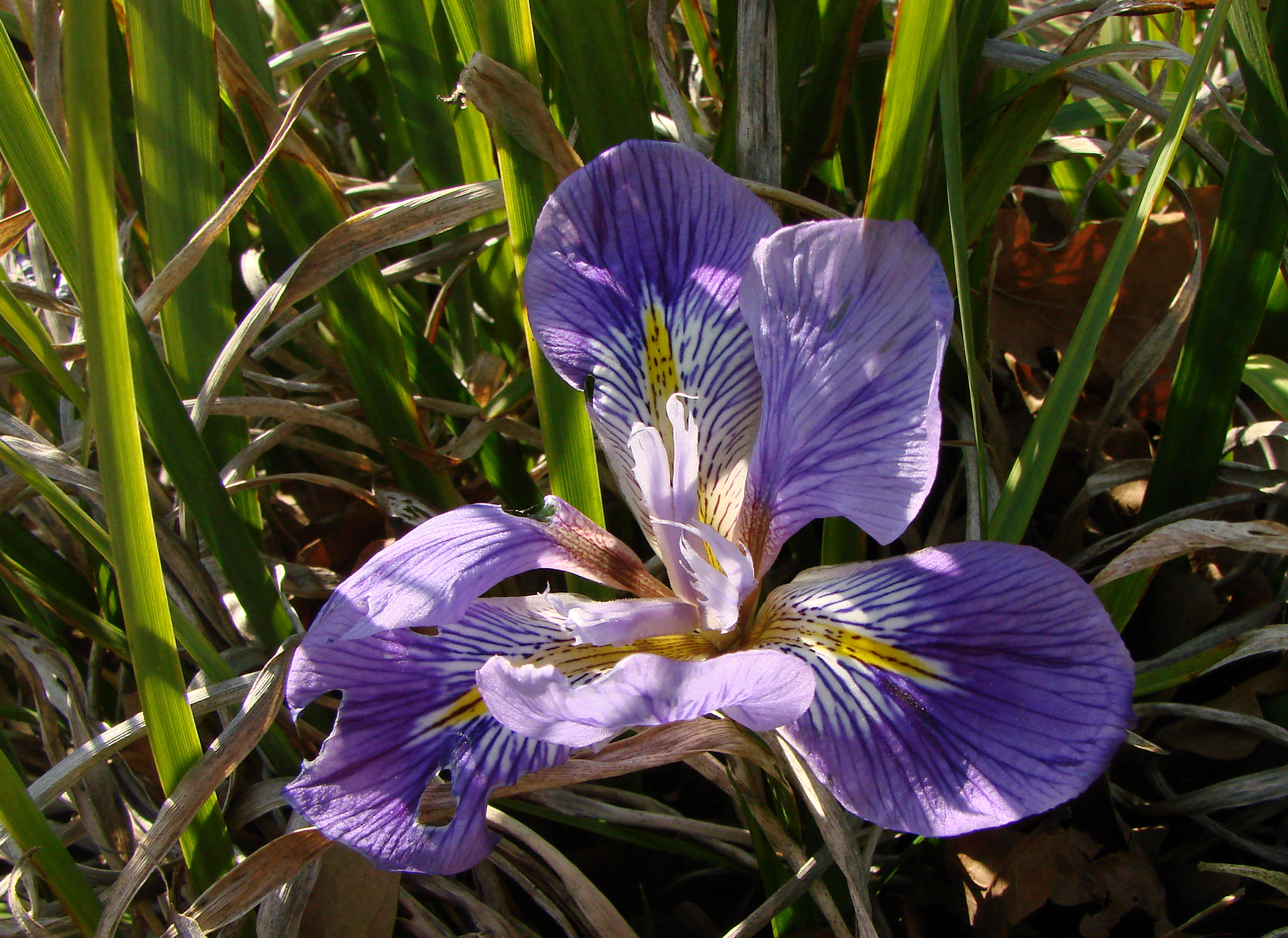
زنبقی با نام علمی Iris unguicularis.
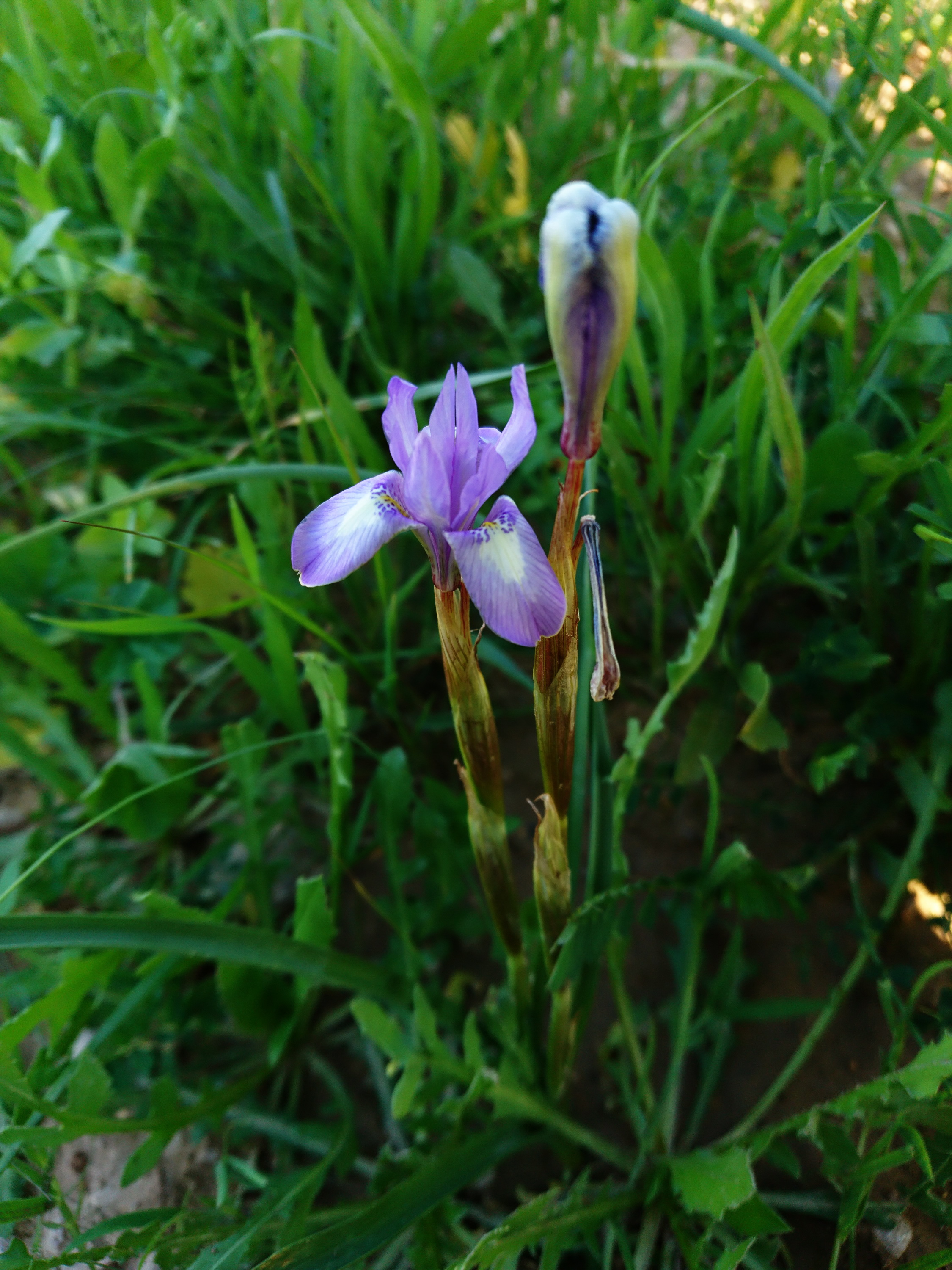
زنبق خودرو، بهبهان
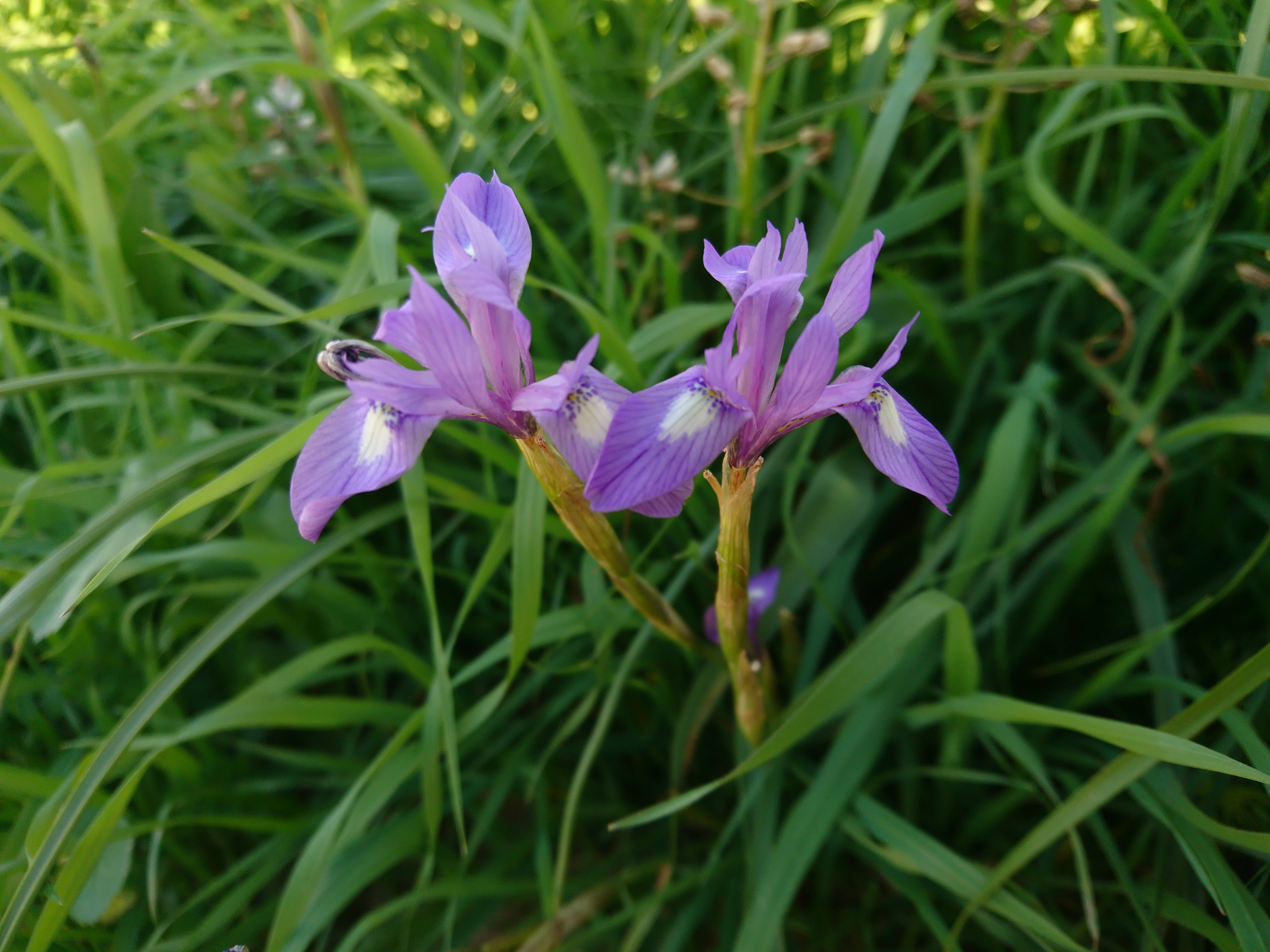
زنبق خودرو در بهبهان
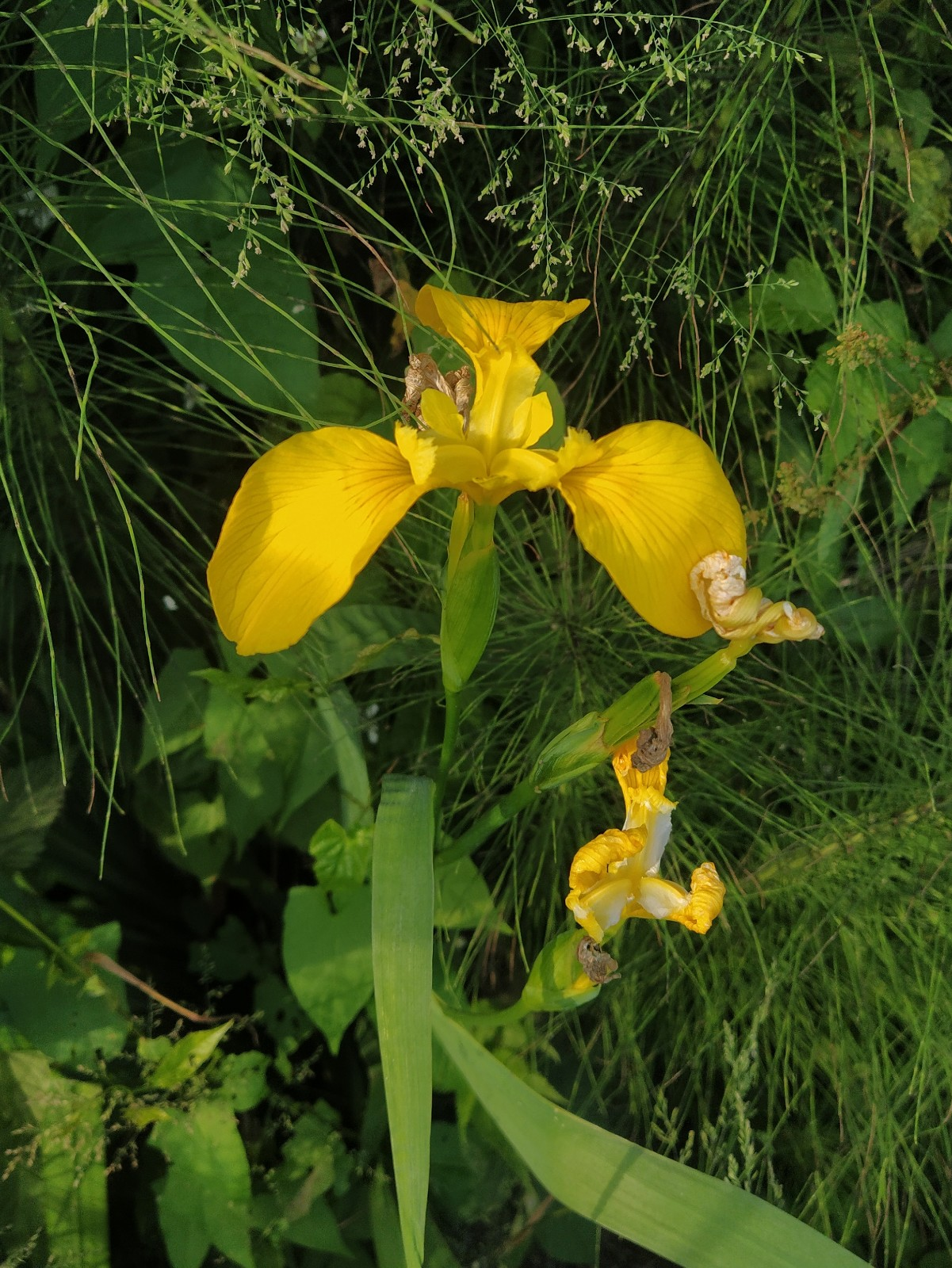
زنبق خودرو در مازندران
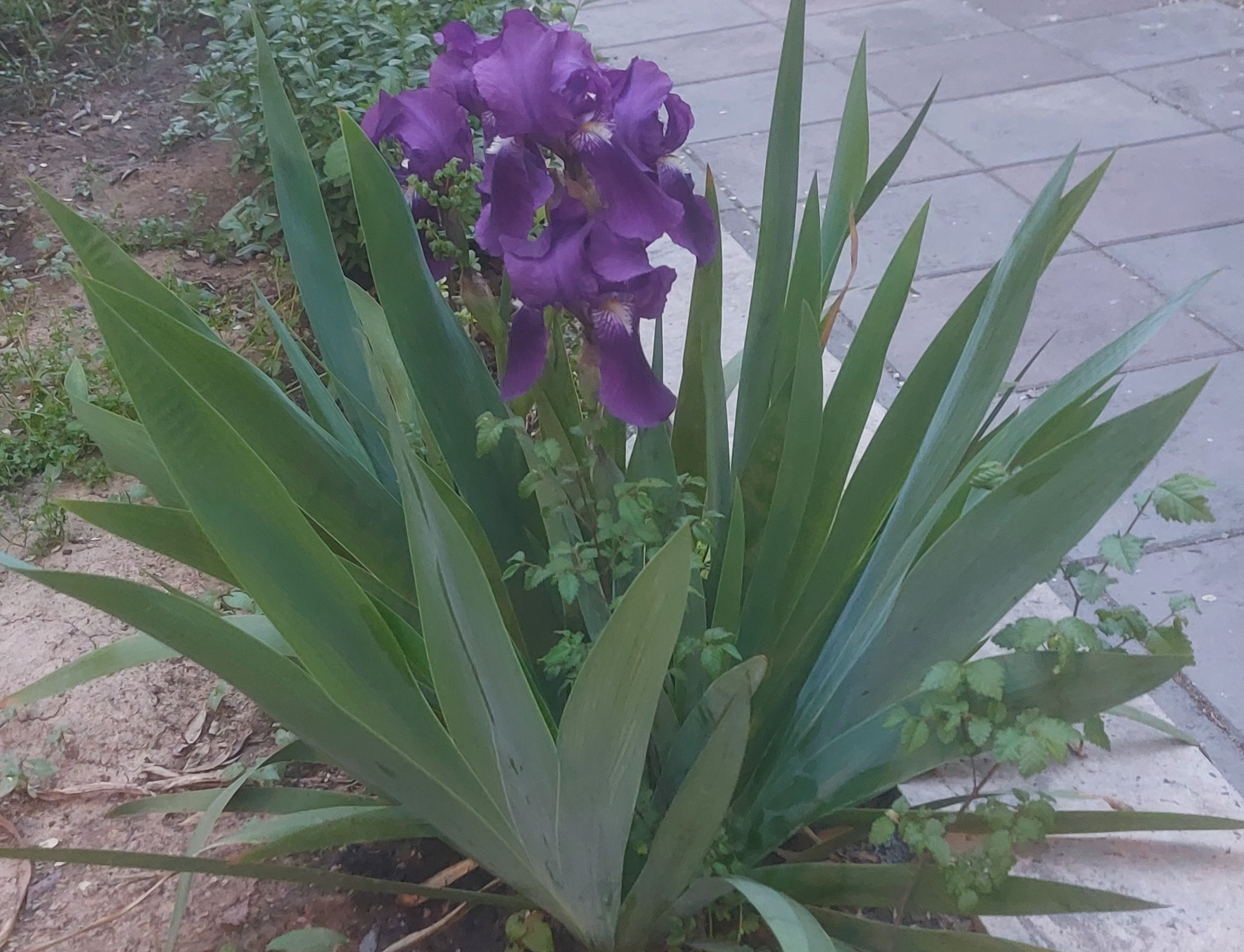
گیاه زنبق با برگ‌های شمشیری و گل‌های بنفش رنگ